# Девятая статья Конституции Японии
Девятая статья Конституции Японии — юридическая норма, закреплённая Конституцией Японии 1947 года, в которой провозглашается отказ государства от войны как способа разрешения международных споров и, как следствие, от создания собственных сухопутных войск, флота и военно-воздушных сил.
Статья 9. Искренне стремясь к международному миру, основанному на справедливости и порядке, японский народ на вечные времена отказывается от войны как суверенного права нации, а также от угрозы или применения вооружённой силы как средства разрешения международных споров.
Для достижения цели, указанной в предыдущем абзаце, никогда впредь не будут создаваться сухопутные, морские и военно-воздушные силы, равно как и другие средства войны. Право на ведение государством войны не признаётся.
Оригинальный текст (яп.)第九条　日本国民は、正義と秩序を基調とする国際平和を誠実に希求し、国権の発動たる戦争と、武力による威嚇又は武力の行使は、国際紛争を解決する手段としては、永久にこれを放棄する。
二　前項の目的を達するため、陸海空軍その他の戦力は、これを保持しない。国の交戦権は、これを認めない。 

Поправки в Девятую статью, как и во всю Конституцию Японии, после 3 мая 1947 года не вносились. Несмотря на то, что статья предусматривает отказ государства от права вести войну и иметь вооружённые силы, Япония де-факто обладает армией — Силы самообороны Японии, которые формально считаются особым видом полицейских сил. Их деятельность формально ограничена только обороной страны, хотя фактически японский флот принимает участие в борьбе с пиратами в Аденском заливе, защищая иностранные суда.
В июле 2004 года выдающимися японскими деятелями культуры было сформировано Объединение «Статья 9» (яп. 九条の会 Кю:дзё: но кай), выступающее за недопущение пересмотра девятой статьи и возвращения к милитаризму довоенной Японии. Однако в мае 2007 года Верхняя палата парламента Японии утвердила подготовленный правительством законопроект о референдуме, который открывает путь к пересмотру конституции и отмене ряда её пацифистских положений.
1 июля 2014 года кабинет министров Синдзо Абэ принял резолюцию, дающую новое толкование Статье 9 Конституции Японии. В частности, согласно этой резолюции, Япония имеет право на так называемую «коллективную самооборону» и может использовать Силы самообороны не только в случае вооружённого нападения на Японию, но также в случае нападения на страны, с которыми Япония поддерживает тесные связи, и в случае серьёзной угрозы такого нападения. 19 сентября 2015 года парламент Японии разрешил использовать Силы самообороны для участия в военных конфликтах за рубежом.
В мае 2017 года премьер-министр Японии Синдзо Абэ установил предельный срок для пересмотра 9 статьи Конституции до 2020 года, которая узаконивала бы Силы самообороны Японии. По результатам опроса общественного мнения в июне 2020 года 69 % японцев высказались против пересмотра девятой статьи Конституции.